# Bordzjomi-Kharagauli Nationalpark
Bordzjomi-Kharagauli Nationalpark (georgisk: ბორჯომ-ხარაგაულის ეროვნული პარკი, borjom-kharagaulis erovnuli parki) er et naturbeskyttet område i det centrale Georgien, beliggende i Lille Kaukasus, sydvest for Georgiens hovedstad Tbilisi.
Bordzjumi-Kharagauli er en af de største nationalparker i Europa, det omfatter seks administrative distrikter, strækkende fra kurbyen Bordzjomi til byen Kharagauli. Nationalparkens areal er på 5.300 kvadratkilometer, hvilket er omtrent 7½ procent af Georgiens samlede areal. Nationalparken etableredes i 1995 og indviedes officielt i 2001.
Nationalparkens særlige egenart er mangfoldighed af geografiske og økologiske zoner, landskaber, historiske monumenter og rig flora og fauna. Parken har haft en rivende udvikling indenfor turistinfrastruktur. Den har administration og besøgscenter i byen Bordzjomi.